# Good Girl
«Good Girl» (англ. Хороша дівчина) — перший сингл четвертого студійного альбому американської кантрі-співачки Керрі Андервуд — «Blown Away». В США пісня вийшла 23 лютого 2012. Пісня написана Крісом ДеСтефано, Ешлі Горлі та Керрі Андервуд; спродюсована Марком Брайтом. Прем'єра музичного відео відбулась 12 березня 2012. Сингл посів 1 місце Billboard Hot Country Songs та 18 місце чарту Billboard Hot 100. Сингл отримав дві платинові сертифікації від американської компанії RIAA та одну платинову сертифікацію від канадської компанії Music Canada.

## Музичне відео
Відеокліп зрежисовано Терезою Вінгерт. Прем'єра музичного відео відбулася 12 березня 2012 на Vevo. Станом на травень 2018 музичне відео мало 28 мільйонів переглядів на відеохостингу YouTube.

## Список пісень
Цифрове завантаження
1. «Good Girl» — 3:25

## Нагороди та номінації

### American Country Awards
| Рік  | Номіновано  | Нагорода                       | Результат |
| ---- | ----------- | ------------------------------ | --------- |
| 2012 | «Good Girl» | Female Music Video of the Year | Номінація |
| 2012 | «Good Girl» | Female Single of the Year      | Номінація |

### CMT Music Awards
| Рік  | Номіновано  | Нагорода                 | Результат |
| ---- | ----------- | ------------------------ | --------- |
| 2012 | «Good Girl» | Video of the Year        | Перемога  |
| 2012 | «Good Girl» | Female Video of the Year | Номінація |

## Чарти
Тижневі чарти
| Чарт (2012)                        | Місце |
| ---------------------------------- | ----- |
| Canadian Hot 100                   | 21    |
| Canada Country                     | 1     |
| U.S. Billboard Hot 100             | 18    |
| U.S. Billboard Hot Country Songs   | 1     |
| U.S. Billboard Hot Adult Pop Songs | 20    |

Річні чарти
| Чарт (2012)                      | Місце |
| -------------------------------- | ----- |
| Canadian Hot 100                 | 90    |
| U.S. Billboard Hot 100           | 66    |
| U.S. Billboard Hot Country Songs | 27    |

## Продажі
Станом на 25 квітня 2012 року в США було продано 689,000 копій. Станом на 1 серпня 2012 року в США було продано 1,251,000,000 копій.
| Країна                | Сертифікація (таблиця продажів та сертифікатів) | Продажі    |
| --------------------- | ----------------------------------------------- | ---------- |
| Канада (Music Canada) | Платина                                         | +80,000    |
| США (RIAA)            | 2× Платина                                      | +2,000,000 |

## Історія релізів
| Країна   | Дата           | Формат               |
| -------- | -------------- | -------------------- |
| Світ     | 23 лютого 2012 | Цифрове завантаження |
| США      | 27 лютого 2012 | Кантрі радіо         |
| США      | 23 квітня 2012 | Hot AC radio         |
| Британія | 7 травня 2012  | Цифрове завантаження |